# Lénaïk Gouédard
 (avril 2025).
 (mai 2025).
 (mai 2025).
 (mai 2025).
Motif : page promotionnelle sans véritable source secondaire de qualité indépendante et pérenne
- Archive Wikiwix
- Bing
- Cairn
- DuckDuckGo
- E. Universalis
- Gallica
- Google
- G. Books
- G. News
- G. Scholar
- Persée
- Qwant
- (zh) Baidu
- (ru) Yandex
- (wd) trouver des œuvres sur Wikidata

| 1. | Préciser le motif de la pose du bandeau. | Précisez le motif de la pose du bandeau en utilisant la syntaxe suivante : {{admissibilité à vérifier\|date=août 2025\|motif=remplacez ce texte par le motif}}                       |
| 2. | Informer les utilisateurs concernés.     | Pensez à avertir le créateur de l'article, par exemple, en insérant le code ci-dessous sur sa page de discussion : {{subst:avertissement admissibilité à vérifier\|Lénaïk Gouédard}} |

Née en 1957 en Centre-Bretagne, Lénaïk Gouédard fait ses études secondaires au lycée Ernest Renan de Saint-Brieuc, en lettres classiques. Elle suit des études de droit à la Faculté de droit de Rennes avant de commencer une carrière dans la fonction territoriale. À partir des années 1990, elle rejoint l’enseignement secondaire et enseigne les sciences économiques et sociales.
Après avoir commencé par l’écriture de nouvelles, elle publie son premier roman en 2013, aux éditions Coop Breizh. Ce roman qui met en scène une jeune Américaine venue passer une année dans une famille rennaise en tant que jeune fille au pair, inaugure l’une des caractéristiques de son écriture, tisser une intrigue romanesque entre enquête familiale et histoire contemporaine.
Elle se lance dans le roman policier en 2020, en créant le personnage d’une jeune lieutenante de la police judiciaire de Rennes, Priyanka Tangore, aux origines réunionnaises. Questions culturelles et sociales servent de toile de fond à ses intrigues policières.
Elle aborde le roman historique avec Fleur de lin qui se déroule à l’époque napoléonienne, en Centre-Bretagne, à Pontivy, rebaptisée Napoléonville en 1804 par le Premier Consul. Là encore se mélangent quête familiale et description de la bourgeoisie provinciale avec, en arrière-plan, les premières années de la Révolution.

## Œuvres

### Romans
- La Traversée, La trilogie	rennaise – tome 1, Editions Coop Breizh, 2013  (ISBN 978-2-286-04443-5) – prix du roman	régional 2014/2015 District Ouest, Lions Clubs International[4]
- Une fille en trop, La	trilogie rennaise – tome 2, Editions Coop Breizh, 2015  (ISBN 978-2-911438-61-5) – prix des mots de l’Ouest, 2016[5]
- À l’envers, Groix Éditions, 2021  (ISBN 978-2-911438-61-5)

### Romans policiers
Série Les enquêtes de la lieutenante Tangore
- Baby box, Editions	Ouest-France, 2020 (ISBN 978-2-7373-8425-7)	– prix du Polar	Ouest-France, 2020[6]
- Une nuit si belle, Editions	Ouest-France, 2022 (ISBN 978-2-7373-8698-5)

### Album jeunesse
- La fée des foins et le	goubelin, conte de Lénaïk Gouédard, illustrations de Rudolphe	Sebti, Groix Éditions,	2023 (ISBN 978-2-37419-166-9)

### Roman historique
- Fleur de lin, Edilarge – Editions Ouest-France, 2023	(ISBN 978-2-7373-8799-9)[3]